# Cupom de desconto
Cupom ou cupão de desconto ou vale de desconto são expressões utilizadas para definir modelos de negócio surgidos para incrementar vendas de produtos ou serviços.

## História
A palavra cupom foi adaptada do francês couper que significa cortar. Ela apareceu no dicionário inglês pela primeira vez em 1822. Os cupons de desconto ficaram conhecidos em 1887, quando o magnata Asa Candler usou, como estratégia de marketing para o lançamento da Coca-Cola, a distribuição vouchers impressos em revistas, que podiam ser trocados por refrigerantes grátis em stands de venda. Esta estratégia, considerada agressiva na época, foi um dos fatores que resultaram no sucesso posterior da marca. Esta foi a primeira vez na história em que se teve notícia de cupons usados de forma efetiva para atrair clientes e expandir as vendas de um produto.
Nos anos 1930, o uso de cupons se espalhou durante a Grande Depressão americana, por pessoas que buscavam encontrar cereais e outros produtos que estavam em falta no mercado. A partir das décadas de 40 e 50 grandes redes de supermercados e lojas de eletrodomésticos passaram a utilizar os cupons sistematicamente alcançando mais da metade das famílias americanas na década de 60. Hoje a cultura dos cupons em países como Estados Unidos, Canadá, Austrália e Reino Unido é tão comum que existe até mesmo um programa de TV do canal TLC chamado “Extreme Couponing” que mostra a rotina de pessoas que fazem de tudo para conseguir acumular cupons para comprar produtos com desconto.

## O comércio eletrônico no Brasil
A cultura de cupons nos mercados e lojas no Brasil não decolou por que nos anos 60, 70 e principalmente nos anos 80 a inflação alta, inviabilizava a oferta de cupons de desconto, uma vez que a economia oscilava e os preços mudavam quase que diariamente.
Desde o final dos anos 90, o comércio eletrônico aumentou significativamente a popularidade dos cupons de desconto, se tornado uma ferramenta indispensável para muitos compradores. 
Segundo o Ibope Media o número de usuários na internet atingiu a marca de 105,1 milhões de pessoas no segundo trimestre de (mais de 50% da população) que movimentou, segundo a Câmara de Comércio Eletrônico, cerca de R$ 30 bilhões de reais no Brasil em 2013 – crescimento de 25% em relação ao ano de 2012. Dando um salto para 2018, houve um faturamento em 2018 de R$ 53,2 bilhões, segundo levantamento feito pelo Ebit/Nielsen. 
Dados mais recentes, focados nos primeiros cinco meses de 2022 em relação ao mesmo período de 2021, apontam que a utilização de cupons de desconto nas redes cresceu 188%.

## Cupons de descontos eletrônicos

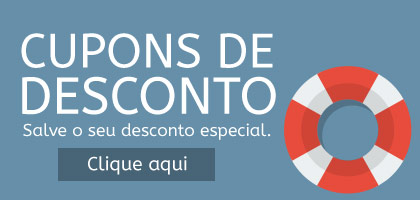
Exemplo de cupom de desconto online

Os cupons de descontos são parte da vida dos internautas e mais do que nunca tem sido usado como uma chamariz de empresas que desejam aumentar suas chances de vendas no comércio eletrônico. O modelo de negócios se baseia no sistema de distribuição de cupons de descontos para determinados produtos ou até para toda uma loja.
Na maioria das vezes as plataformas oferecem os códigos gratuitamente, sem necessidade de cadastro por parte do usuário. A receita desses sites vem de uma pequena comissão em cima das transações originadas com os.

## Dinheiro de volta
Também conhecida pelo inglês cashback, essa é uma modalidade de descontos que consiste em devolver para o comprador parte do valor pago em compras começou no Brasil em 2008. Aproveitando a popularização dos cupons de desconto, em alguns meios parte da devolução passou a ser feita por cupom.

## Cupom de descontoversuscompra coletiva
Nas compras coletivas normalmente você precisa de um mínimo de compradores para que a compra seja efetuada, e os usuários precisam de pagar antes do consumo para ter acesso ao desconto. Ademais, as compras coletivas são focadas em serviços, já os cupons de desconto são focados em produtos de lojas.